# Качалін Гаврило Дмитрович
Гаврило Дмитрович Качалін (4 (17) січня 1911, Москва — 23 травня 1995, Москва) — радянський футболіст і футбольний тренер.

## Біографія
Виступав за московське «Динамо» (1936–1942).
У чемпіонатах СРСР провів 36 матчів.
Чемпіон СРСР 1937 та 1940 років. Володар Кубка СРСР 1937 року.
Головний тренер СРСР (1955—1958, 1960—1962, 1968—1970). Під керівництвом Качаліна збірна СРСР виграла Олімпійські ігри 1956 року та Кубок Європи 1960. Очолював збірну на чемпіонатах світу 1958, 1962 та 1970 років. Під його керівництвом радянська команда провела 74 матчі. Це другий показник після Валерія Лобановського (77).
На клубному рівні найбільших успіхів досяг з тбіліським «Динамо», яке очолював двічі. 1964 року команда вперше в своїй історії стала чемпіоном, а в сезонах 1971 і 1972 років — бронзовим призером.
У червні 1945 року, як головний арбітр, відсудив один матч першої групи між московськими командами «Спартак» та «Крила Рад» 2–1.
Поховано на Востряковському кладовищі.

## Пам'ять
24 травня 2012 року, на фасаді будинку № 50 на Фрунзенській набережній в Москві, де Гаврило Качалін проживав у 1957—1995 роках, була встановлена меморіальна дошка.

## Статистика
Статистика виступів у чемпіонатах СРСР:
| Сезон        | Команда      | Ліга         | І  | Г |
| ------------ | ------------ | ------------ | -- | - |
| 1936(о)      | «Динамо» М   | Д-1          | 2  | 0 |
| 1937         | «Динамо» М   | Д-1          | 11 | 0 |
| 1938         | «Динамо» М   | Д-1          | 5  | 0 |
| 1939         | «Динамо» М   | Д-1          | 9  | 0 |
| 1940         | «Динамо» М   | Д-1          | 9  | 0 |
| Усього в Д-1 | Усього в Д-1 | Усього в Д-1 | 36 | 0 |

## Титули і досягнення
- Чемпіон Європи: 1960